# Rutilio Manetti
Rutilio di Lorenzo Manetti (Siena, bautizado el 1 de enero de 1571 - Siena, 22 de julio de 1639), pintor italiano activo durante el último manierismo y el primer barroco.

## Biografía

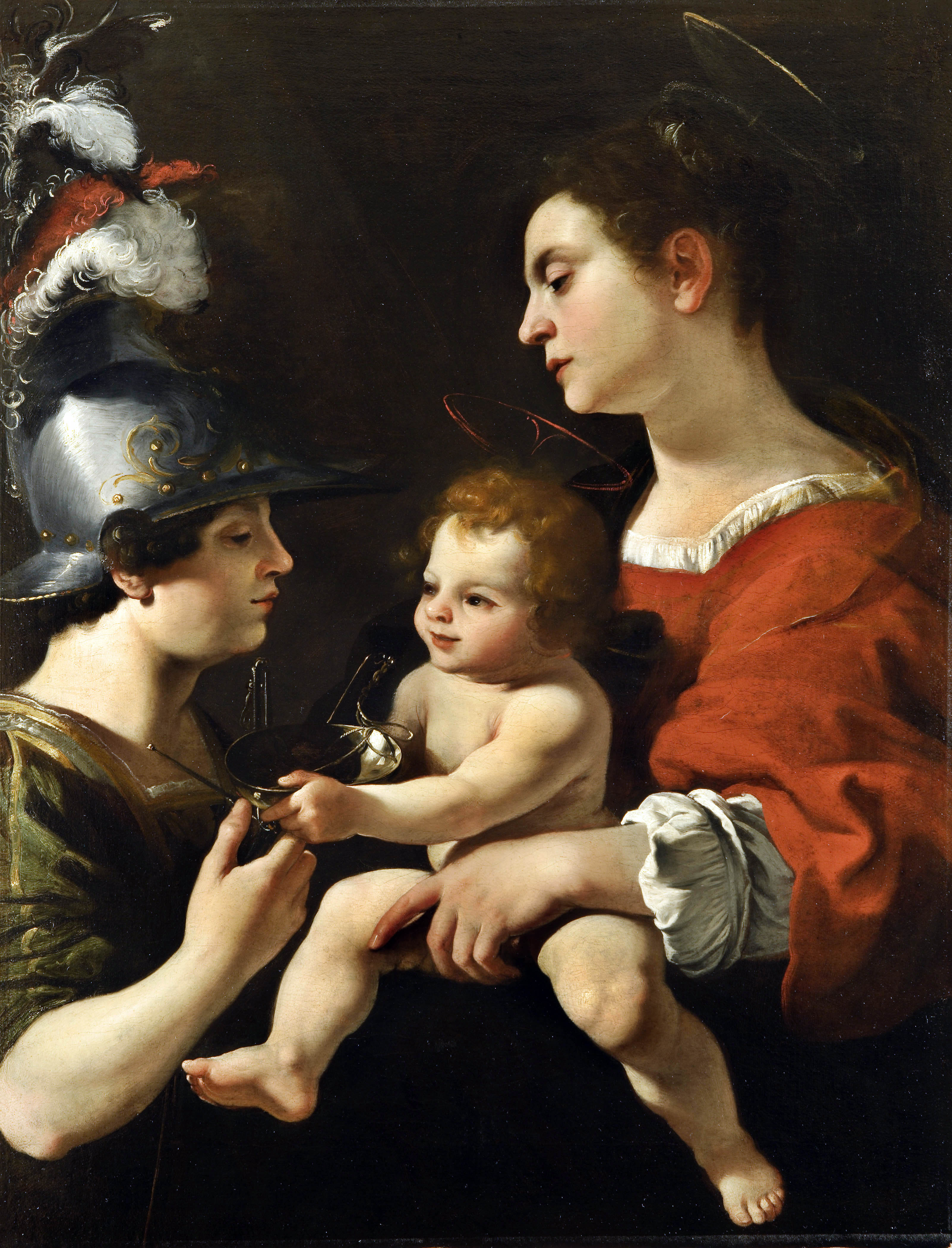
Virgen con el Niño y el arcángel San Miguel.

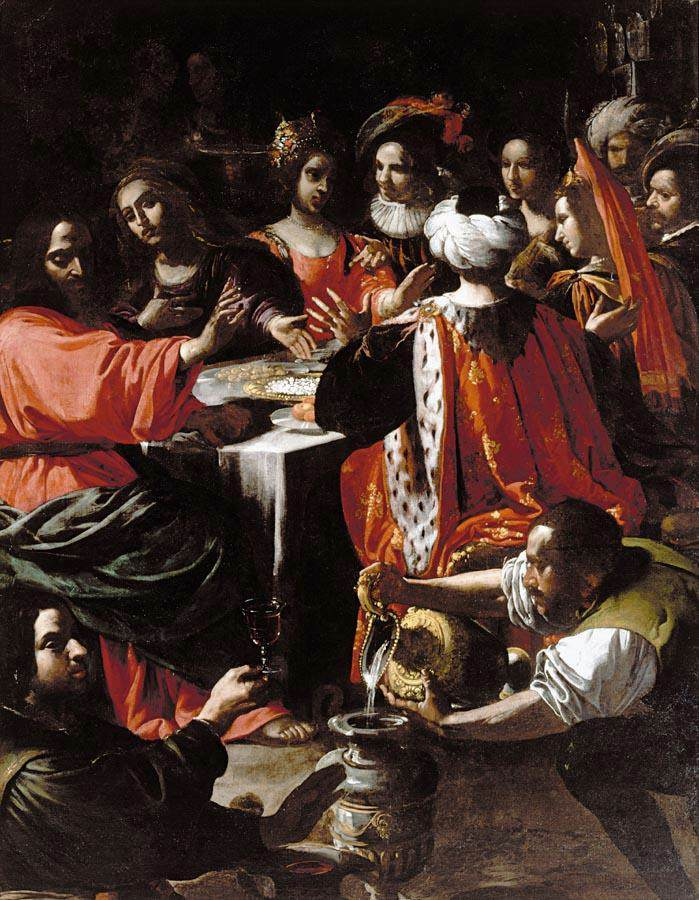
Bodas de Caná.

Se formó en el estudio de Francesco Vanni y Ventura Salimbeni, pintores tardomanieristas. Sus primeras obras están muy influenciadas por el estilo de éstos y el de Federico Barocci. Aunque siempre mantuvo en su forma de pintar ciertos rasgos que le ligaron a su primitiva educación, como las figuras de caras ovaladas o las composiciones algo abigarradas, fue permeable a influencias más avanzadas como la de los florentinos Bernardino Poccetti o Domenico Passignano; o el caravaggismo, del que fue uno de los introductores en el ambiente sienés. Este nuevo matiz tenebrista en su obra lo adquirió en virtud de un viaje a Roma en 1615 en el que pudo entrar en contacto con lo que en aquellos años Caravaggio y otros jóvenes pintores estaban realizando en la Ciudad de los Papas.
Contribuyó con varias obras en la decoración del Casino Mediceo, junto a otros grandes maestros de su época como Giovanni Lanfranco, Cesare Dandini o Matteo Rosselli.
Manetti tuvo una importante influencia sobre otros pintores sieneses más jóvenes, como Raffaele Vanni, Astolfo Petrazzi o Bernardino Mei.

## Obras destacadas
- Frescos del Palazzo Publico (1597, Siena)
  - Historias de Santa Catalina
  - Historias de la Vida de San Gregorio Magno
- Bautismo de Cristo (1599-1600, San Giovannino in Pantaneto, Siena)
- Autorretrato (1600-04, Uffizi, Corredor Vasariano, Florencia)
- Frescos de San Rocco alla Lupa (1605-10, Siena)
  - Historias de San Roque
- El arcángel San Miguel se aparece a San Galgano (1609, Uffizi, Florencia)
- Virgen con el Niño, San Juanito y Santa Catalina de Siena (1610, Yale University Art Gallery, New Haven)
- Éxtasis de San Gerardo (1612-18, Santi Ludovico e Gherardo, Siena)
- Visión de San Bruno (Museo del Prado, Madrid)
- Muerte del beato Antonio Patrizi (1616, Monticiano)
- Cristo se aparece a la beata Margherita (1618, Certosa di Galluzzo)
- Lot y sus hijas (Galleria Nazionale d'Arte Antica, Roma)
- Lot y sus hijas (1620, Museo de Bellas Artes de Valencia)
- Bodas de Cana (c. 1620, Colección privada)
- Tentación de San Antonio (1620, Sant'Agostino, Siena)
- Roger y Alcine (1622-23, Palazzo Pitti, Florencia)
- Sofonisba y Massinisa (1623-25, Uffizi, Corredor Vasariano, Florencia)
- Nacimiento de la Virgen (1625, Santa Maria dei Servi)
- Éxtasis de San Jerónimo (1628, Monte dei Paschi, Siena)
- Cristo disputando con los doctores (1628-29, Bob Jones University Museum, Greenville)
- Dido y Eneas (c. 1630, Los Angeles County Museum of Art)